# اتزاز حسین
اتزاز مظفر حسین (زاده ۲۷ ژانویه ۱۹۹۳) یک فوتبالیست حرفه‌ای نروژی-پاکستانی است که به عنوان هافبک برای باشگاه باشگاه فوتبال مولده در لیگ برتر فوتبال
نروژ بازی می‌کند. او در اسلو به دنیا آمد و در دوران جوانی خود برای تیم Langhus بازی می‌کرد، وی در سال ۲۰۰۹ به منچستریونایتد رفت و پس از دو سال بازی در انگلستان، با انتقال به باشگاه فوتبال وولرنگا به کشور نروژ بازگشت، اما مدت کوتاهی پس از آن به باشگاه فوتبال فردریکستاد نقل مکان کرد، جایی که اولین بازی دوران حرفه ای خود را انجام داد. حسین در اواسط سال ۲۰۱۲ به باشگاه فوتبال مولده منتقل شد و در اولین فصل حضورش در این باشگاه قهرمان لیگ برتر فوتبال نروژ شد.

## افتخارات

### قهرمانی
- لیگ برتر فوتبال نروژ: ۲۰۱۲، ۲۰۱۴، ۲۰۱۹
- جام حذفی فوتبال نروژ: ۲۰۱۳، ۲۰۱۴